# Karl Vennberg

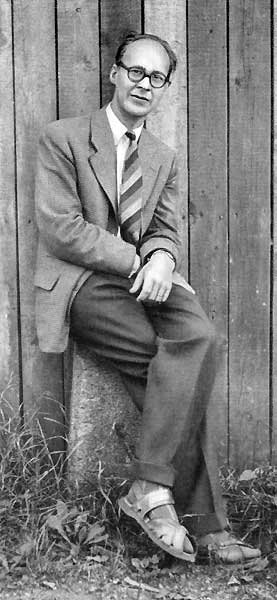
Karl Vennberg (1960)

Karl Gunnar Vennberg (* 11. April 1910 in Blädinge, heute zur Gemeinde Alvesta; † 12. Mai 1995 in Spånga, Stockholm) war ein schwedischer Lyriker, Übersetzer, Journalist, Redakteur und Kritiker. Zusammen mit Erik Lindegren war er Mitbegründer der literarischen Gruppe der „Fyrtiotalisten“, in der sich schwedische Lyriker ihrer Generation zusammengeschlossen hatten.

## Leben und Werk
Karl Gunnar Vennberg wuchs als Sohn eines Landwirts in der småländischen Provinz Kronobergs län in einem von „moralistischer Frömmigkeit“ geprägten Milieu auf und studierte Philosophie, Germanistik und nordische Sprachen an der Universität Lund sowie an der Stockholmer Universität. Er war Norwegischlehrer an einer Volkshochschule, war Mitarbeiter zahlreicher Periodika, unter anderem bei der finnlandschwedischen Kulturzeitschrift Horisont, bei Bonniers Literarischen Magazin und 40-tal. Ab 1941 war er Rezensent der Wochenzeitung Arbetaren, später Kulturredakteur bei den Zeitungen Aftontidningen und Aftonbladet. Er war Mitglied der schwedischen Akademie für Literatur Samfundet De Nio und erhielt zahlreiche Auszeichnungen.
Mit seinem Freund, dem Lyriker Erik Lindegren, gründete er die „Gruppe 1940“, zu der sich Schriftsteller seiner Generation zusammenschlossen. Sie bildete die damalige klassische Moderne. Zu diesen „Fyrtiotalisten“ gehörten unter anderen Stig Dagerman, Gunnar Ekelöf und Artur Lundkvist. Vennberg übersetzte T. S. Eliot und Franz Kafka und wurde von ihm stark beeinflusst. 1938 hatte er seine Übersetzung der Verwandlung fertig, doch sein Manuskript wanderte mehrere Jahre durch die schwedischen Verlage, bis es 1945 endlich gedruckt wurde. Im selben Jahr erschien Der Process auf Schwedisch. Lindegren bezeichnete Vennberg als einen Geistesverwandten Kafkas, der wie dieser als „Kunstmittel eine höchst persönliche, sinnreiche Ironie“ verwende.
In seinen Werken übte Vennberg „scharfe Kritik an der bürgerlichen Lebenshaltung und an überkommenen religiösen Normen“; er rechnete mit den religiösen, politischen und psychologischen Ideologien und Illusionen ab. „Alle Phrasen werden paralysiert, das Zurschaustellen persönlicher Kümmernisse verpönt und die Dinge überzeugend auf den Nullpunkt gerückt.“ Sein Spätwerk wirkt nicht mehr so trocken, zeigt Milde und „intensiveres Gefühlsengagement“,
trägt aber auch Zeichen persönlicher und politischer Resignation.
Die schwedische Akademie für Literatur Samfundet De Nio verleiht jährlich den nach ihm benannten und mit 150.000 Kronen dotierten „Karl Vennebergs Preis“.

## Auszeichnungen
- 1957: Großer Preis des Samfundet De Nio
- 1960: Bellman-Preis
- 1963: Litteraturfrämjandets Großer Preis
- 1972: Literaturpreis des Nordischen Rates
- 1979: Gerard-Bonnier-Lyrikpreis
- 1979: Kellgren-Preis der Schwedischen Akademie
- 1980: Ehrendoktor (Philosophie) der Universität Stockholm
- 1988: Aniara-Preis
- 1994: Gerard-Bonnier-Preis

## Zitat
„Vilken fin balans i min förtröstan / eller några klunkar Aalborg / och en slinga Kalmar Nyckel.

(Übersetzung:)

Welch ein Gleichgewicht schenkt mein Vertrauen / oder ein paar Schlucke Aalborg / und ein Wölkchen Kalmar Nyckel.“

## Veröffentlichungen

### Schwedische Originalausgaben
- Hymn och hunger, 1937
- Halmfackla (Strohfackel), 1944
- Tideräkning (Zeitrechnung), 1945
- Fiskefärd (Fischzug), 1949
- Gatukorsning, 1952
- Vårövning, 1953
- Synfält (Gesichtsfeld), 1954
- Vid det röda trädet, 1955
- Tillskrift (Zuschrift), 1960
- Sju ord på tunnelbanan, 1971
- Vägen till Spånga Folkan, 1976
- Visa solen ditt ansikte, 1978
- Från ö till ö, 1979

### Übersetzungen aus dem Deutschen
- Franz Kafka: Processen. (Der Prozess). Wahlström och Widstrand, Stockholm 1946 (zuletzt: 2002, ISBN 91-46-18315-9)
- Max Brod: Franz Kafka. En biografi. Zusammen mit Gösta Oswald. Wahlström och Widstrand, Stockholm 1949
- Franz Kafka: Förvandlingen. (Die Verwandlung). Zusammen mit Caleb J. Anderson. Forum, Stockholm 1964

### Deutsche Ausgaben
- Poesie. Schwedisch und deutsch. Übersetzung: Nelly Sachs und Hans Magnus Enzensberger. Nachwort: Lars Gustafsson. Suhrkamp, Frankfurt 1965
- Ein Gedicht ohne Gesellschaft. Schwedisch und deutsch. Übersetzung und Nachwort: Anni Carlsson. Heiderhoff, Eisingen 1986, ISBN 3-921640-79-2